# Feuerherz/Diskografie
Diese Diskografie ist eine Übersicht über die musikalischen Werke der deutschen Schlager-Boygroup Feuerherz. Ihre erfolgreichsten Veröffentlichungen sind die Studioalben Feuerherz und Vier, die jeweils Rang sechs der deutschen Albumcharts erreichten.

## Alben

### Studioalben
| Jahr | Titel Musiklabel                   | Höchstplatzierung, Gesamtwochen, AuszeichnungChartplatzierungen (Jahr, Titel, Musiklabel, Platzierungen, Wochen, Auszeichnungen, Anmerkungen) | Höchstplatzierung, Gesamtwochen, AuszeichnungChartplatzierungen (Jahr, Titel, Musiklabel, Platzierungen, Wochen, Auszeichnungen, Anmerkungen) | Höchstplatzierung, Gesamtwochen, AuszeichnungChartplatzierungen (Jahr, Titel, Musiklabel, Platzierungen, Wochen, Auszeichnungen, Anmerkungen) | Anmerkungen                              |
| Jahr | Titel Musiklabel                   | DE | AT | CH | Anmerkungen                              |
| ---- | ---------------------------------- | --- | --- | --- | ---------------------------------------- |
| 2015 | Verdammt guter Tag Electrola (UMG) | DE36 (6 Wo.)DE | AT42 (4 Wo.)AT | CH55 (3 Wo.)CH | Erstveröffentlichung: 10. Juli 2015      |
| 2016 | Genau wie du Electrola (UMG)       | DE11 (12 Wo.)DE | AT22 (4 Wo.)AT | CH34 (2 Wo.)CH | Erstveröffentlichung: 16. September 2016 |
| 2018 | Feuerherz Electrola (UMG)          | DE6 (12 Wo.)DE | AT19 (3 Wo.)AT | CH21 (3 Wo.)CH | Erstveröffentlichung: 25. Mai 2018       |
| 2019 | Vier Electrola (UMG)               | DE6 (6 Wo.)DE | AT21 (1 Wo.)AT | CH17 (2 Wo.)CH | Erstveröffentlichung: 2. August 2019     |

### Kompilationen
| Jahr | Titel Musiklabel                                             | Höchstplatzierung, Gesamtwochen, AuszeichnungChartplatzierungen (Jahr, Titel, Musiklabel, Platzierungen, Wochen, Auszeichnungen, Anmerkungen) | Höchstplatzierung, Gesamtwochen, AuszeichnungChartplatzierungen (Jahr, Titel, Musiklabel, Platzierungen, Wochen, Auszeichnungen, Anmerkungen) | Höchstplatzierung, Gesamtwochen, AuszeichnungChartplatzierungen (Jahr, Titel, Musiklabel, Platzierungen, Wochen, Auszeichnungen, Anmerkungen) | Anmerkungen                           |
| Jahr | Titel Musiklabel                                             | DE | AT | CH | Anmerkungen                           |
| ---- | ------------------------------------------------------------ | --- | --- | --- | ------------------------------------- |
| 2020 | Verdammt gute Zeit – Das Beste von Feuerherz Electrola (UMG) | DE10 (2 Wo.)DE | AT27 (1 Wo.)AT | CH34 (1 Wo.)CH | Erstveröffentlichung: 2. Oktober 2020 |

## Singles

### Als Leadsänger
| Jahr | Titel Album                                                              | Anmerkungen                              |
| ---- | ------------------------------------------------------------------------ | ---------------------------------------- |
| 2015 | Verdammt guter Tag                                                       | Erstveröffentlichung: 13. März 2015      |
| 2016 | Ein Lied auf das Leben Genau wie du                                      | Erstveröffentlichung: 24. Juni 2016      |
| 2018 | Steh auf und tanz mit mir Feuerherz                                      | Erstveröffentlichung: 23. März 2018      |
| 2018 | Warum nicht jetzt Feuerherz                                              | Erstveröffentlichung: 23. März 2018      |
| 2018 | In meinen Träumen ist die Hölle los Feuerherz                            | Erstveröffentlichung: 4. Mai 2018        |
| 2018 | Wenn du nicht Stopp sagst Feuerherz                                      | Erstveröffentlichung: 8. September 2018  |
| 2019 | Wer kann da denn schon nein sagen? Vier                                  | Erstveröffentlichung: 5. Juli 2019       |
| 2020 | Ich nenn es Liebe Verdammt gute Zeit – Das Beste von Feuerherz           | Erstveröffentlichung: 21. August 2020    |
| 2020 | Wenn Herzen auseinandergehn Verdammt gute Zeit – Das Beste von Feuerherz | Erstveröffentlichung: 18. September 2020 |

### Als Gastsänger
| Jahr | Titel Album                       | Anmerkungen                                                                  |
| ---- | --------------------------------- | ---------------------------------------------------------------------------- |
| 2018 | Auf einmal (Weihnachtsschlager) – | Erstveröffentlichung: 4. Dezember 2018 als Teil von Schlagerstars für Kinder |

## Musikvideos
| Jahr | Titel                               | Regie         |
| ---- | ----------------------------------- | ------------- |
| 2015 | Verdammt guter Tag                  |               |
| 2015 | Ohne dich (Unplugged)               |               |
| 2015 | Du bringst mich um (den Verstand)   |               |
| 2015 | Merry Christmas                     |               |
| 2016 | Ein Lied auf das Leben              |               |
| 2016 | Eine aus Millionen                  |               |
| 2017 | Genau wie du                        |               |
| 2017 | Lange nicht genug                   |               |
| 2018 | In meinen Träumen ist die Hölle los |               |
| 2018 | Wenn Du nicht Stopp sagst           |               |
| 2018 | Auf einmal (Weihnachtsschlager)     |               |
| 2019 | Wer kann da denn schon nein sagen   |               |
| 2020 | 1x2x3x                              | Oliver Sommer |
| 2020 | Wenn Herzen auseinandergehn         |               |

## Promoveröffentlichungen
| Jahr | Titel Album                                                 | Anmerkungen                              |
| ---- | ----------------------------------------------------------- | ---------------------------------------- |
| 2015 | Du bringst mich um (den Verstand) Verdammt guter Tag        | Erstveröffentlichung: 10. Juli 2015      |
| 2015 | Ohne dich Verdammt guter Tag                                | Erstveröffentlichung: 14. August 2015    |
| 2015 | Merry Christmas Verdammt guter Tag (Special Winter Edition) | Erstveröffentlichung: 27. November 2015  |
| 2016 | Eine aus Millionen Genau wie du                             | Erstveröffentlichung: 16. September 2016 |
| 2017 | Genau wie du                                                | Erstveröffentlichung: 3. März 2017       |
| 2017 | Lange nicht genug Genau wie du (Bonus Edition)              | Erstveröffentlichung: 2. Juni 2017       |
| 2020 | 1x2x3x Vier                                                 | Erstveröffentlichung: 20. März 2020      |

## Statistik

### Chartauswertung
|                     | DE    | AT    | CH    |
| ------------------- | ----- | ----- | ----- |
| Nummer-eins-Alben   | DE—DE | AT—AT | CH—CH |
| Top-10-Alben        | DE3DE | AT—AT | CH—CH |
| Alben in den Charts | DE5DE | AT5AT | CH5CH |